# Lista över öar i Australien
Detta är en lista över öar i Australien grupperade efter delstater och territorier.
Australien har 8 222 öar inom sina sjögränser. De största öarna är: Tasmanien, 68 332 km²; Melvilleön, 5 786 km²; Kangaroo Island, 4 416 km²; Groote Eylandt, 2 285 km²; Bathurst Island, 1 693km²; Fraserön, 1 653km²; Flinders Island, 1 359 km²; King Island, 1 091 km²; och Mornington Island, 1 002 km².
Även den australiska huvudkontinenten betraktas ofta allmänt som en ö.

## Australian Capital Territory
- Aspen Island
- Bowen Island (i Jervis Bay Territory)
- Pine Island
- Spinnaker Island
- Springbank Island

## New South Wales

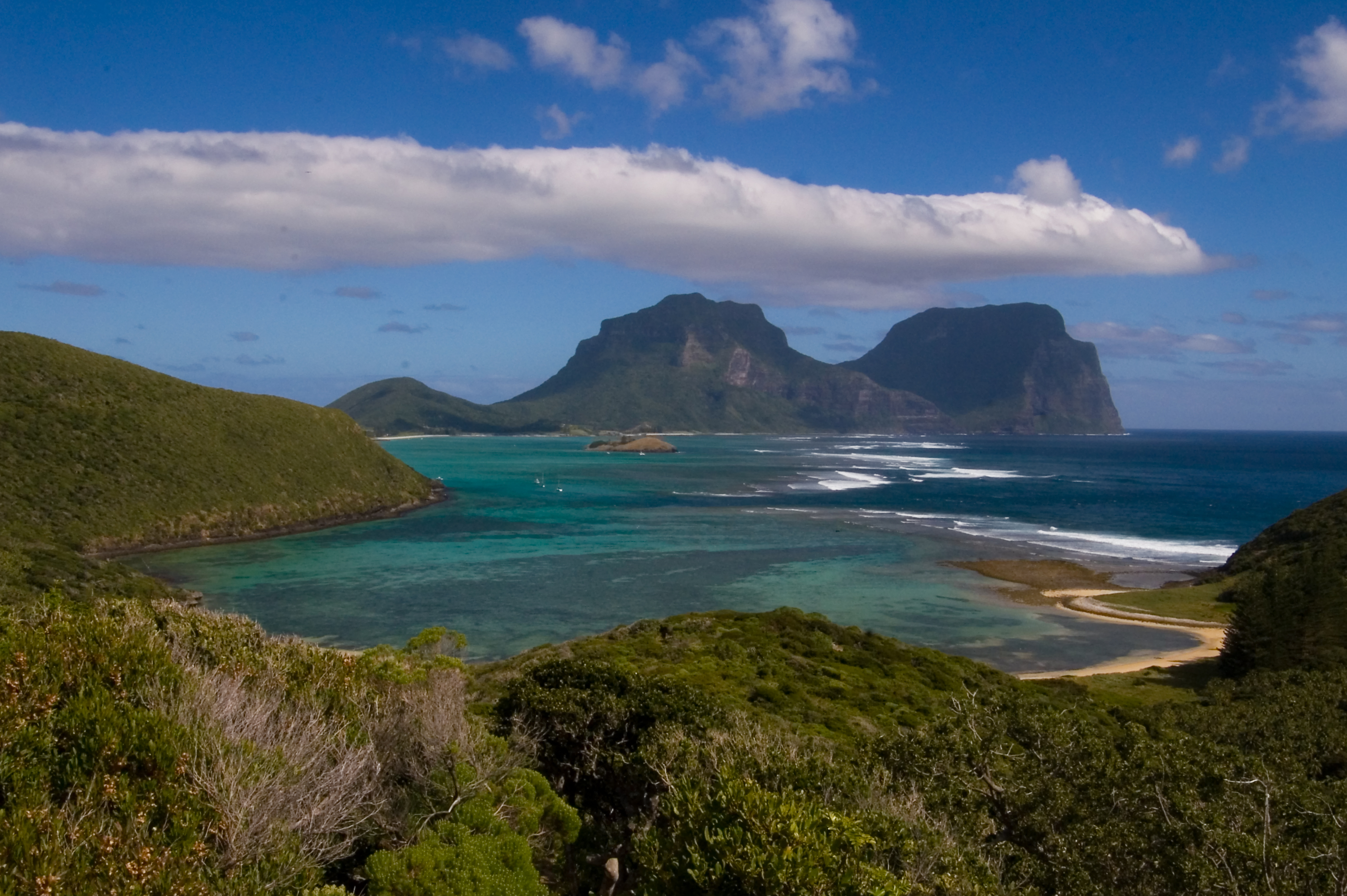
Lord Howe Island, 2006.

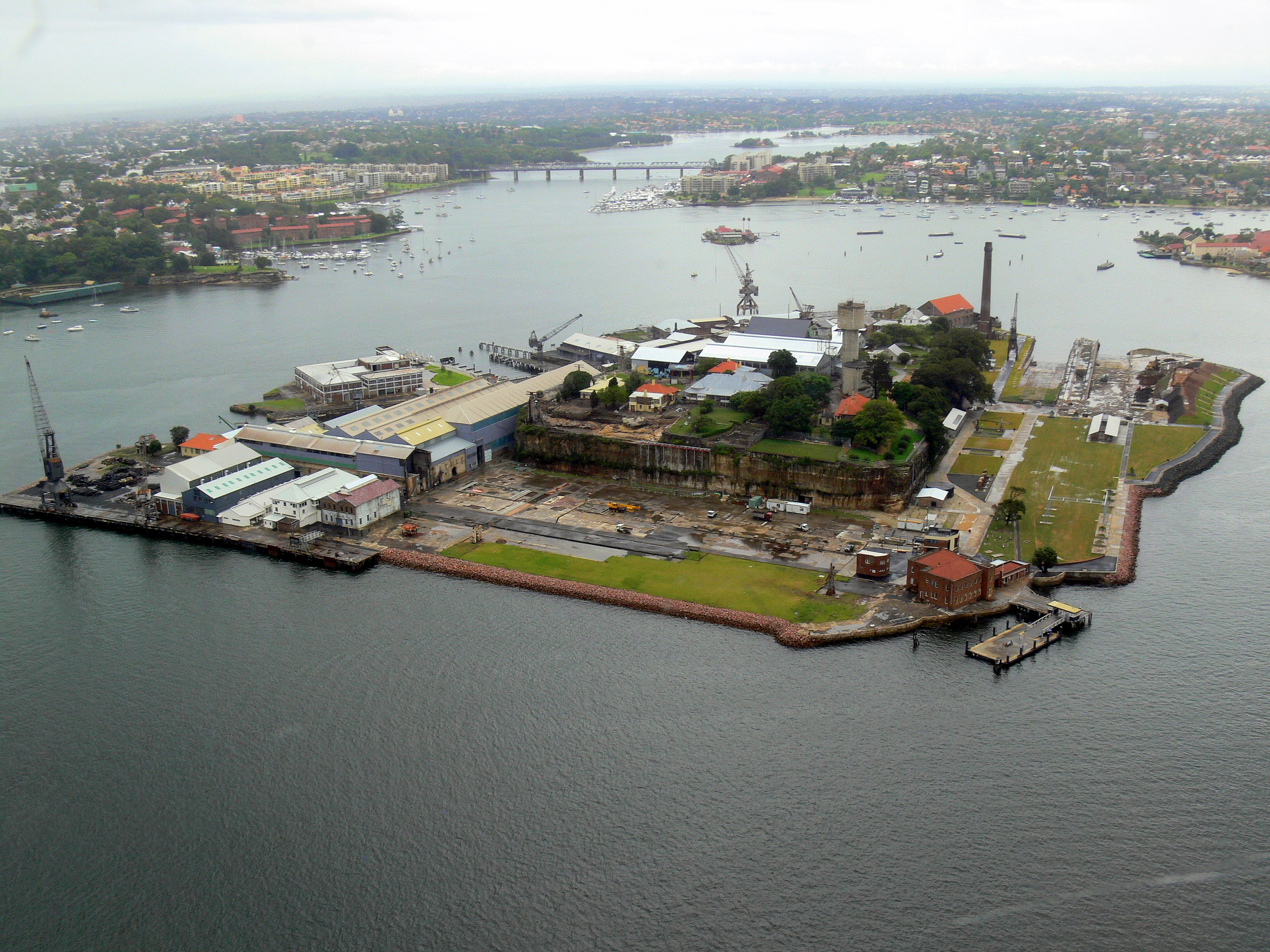
Cockatoo Island är den största ön i Sydneys hamn, 2008.

- Bare Island nära den norra udden i Botany Bay
- Bowen Island i Jervis Bay Territory
- Chatsworth Island i Clarence River
- Clark Island, en ö i Sydneys hamn
- Cockatoo Island, en ö i Sydneys hamn, användes ursprungligen som fängelse och senare utvecklades senare till ett varv
- Dangar Island, en liten skogklädd ö i Hawkesbury River
- Darling Island - inte längre en ö
- Esk Island - norra delen av Clarence River
- Fort Denison - även känd som Pinchgut
- Five Islands Nature Reserve, en ögrupp utanför kusten nära Wollongong
- Garden Island - inte längre en ö
- Glebe Island - inte längre en ö
- Goat Island, en klippig ö i Sydneys hamn
- Green Island, en liten ö norr om Smoky Cape
- Harwood Island, i Clarence River
- Lion Island, ligger vid mynningen i Hawkesbury River
- Long Island, i Hawkesbury River
- Lord Howeön, en liten ö i Stilla havet 600 km öster om Australiens fastland
  - Ball's Pyramid
  - Admiralty Group
- Montague Island, 9 km utanför Narooma på delstatens sydkust
- Muttonbird Island, en ö utanför Coffs Harbour
- Oxley Island
- Pinchgut - se Fort Denison, ett tidigare straffkoloni och försvarsanläggning i Sydneys hamn
- Pulbah Island, den största ön i Lake Macquarie
- Rodd Island, en liten ö i Parramatta River
- Scotland Island, en ö i norra delen av Sydney
- Shark Island, en ö i Sydneys hamn
- Snapper Island, en ö i Sydneys hamn
- Spectacle Island, en ö i Hawkesbury River
- Spectacle Island, en ö i Sydneys hamn
- Solitary Islands
- Wasp Island, den enda ön i Durras Inlet nära Batemans Bay[2]
- Woodford Island, en ö i Clarence River längst ut på delstatens norra kust

## Northern Territory
- Bathurst Island
- Bickerton Island
- Crocodile Islands
- Croker Island
- Elcho Island
- Goulburn Islands
- Groote Eylandt - holländska för "Great Island"
- Howard Island
- Marchinbar Island
- Melvilleön, den näst största ön i Australien (exklusive fastlandet)
- Sir Edward Pellew Group
- Tiwi Islands
- Vanderlin Island
- Wessel Islands
- West Island

## Queensland
- Acheron Island
- Agnes Island
- Aplin Islet
- Arnold Islets
- Baird Island
- Barber Island
- Bedarra Island
- Beesley Island
- Bird Isles

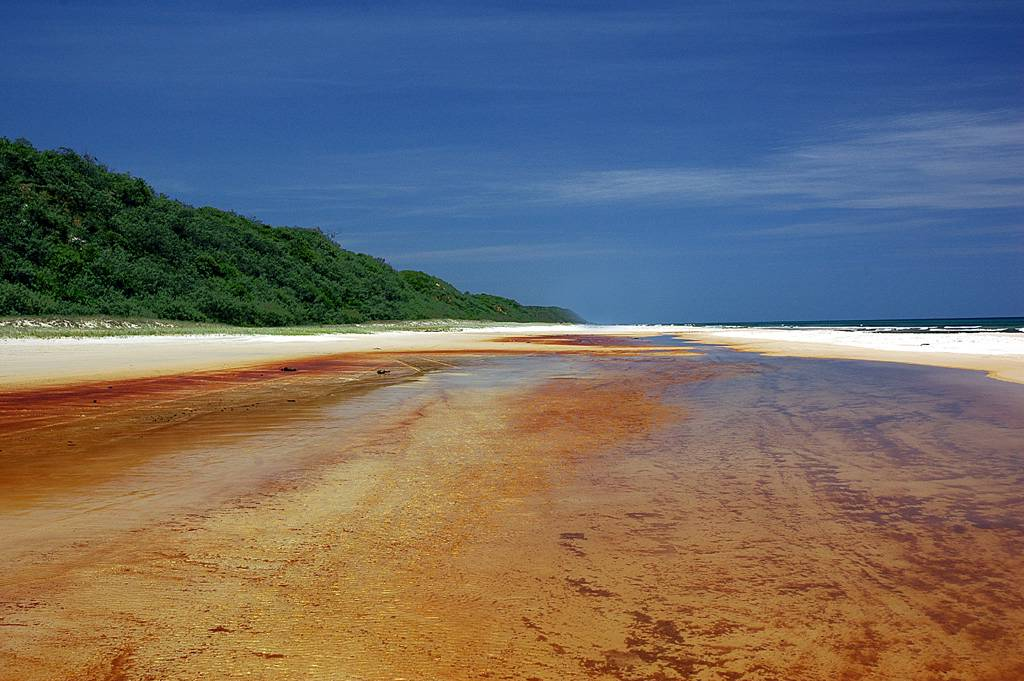
Fraserön, 2006.

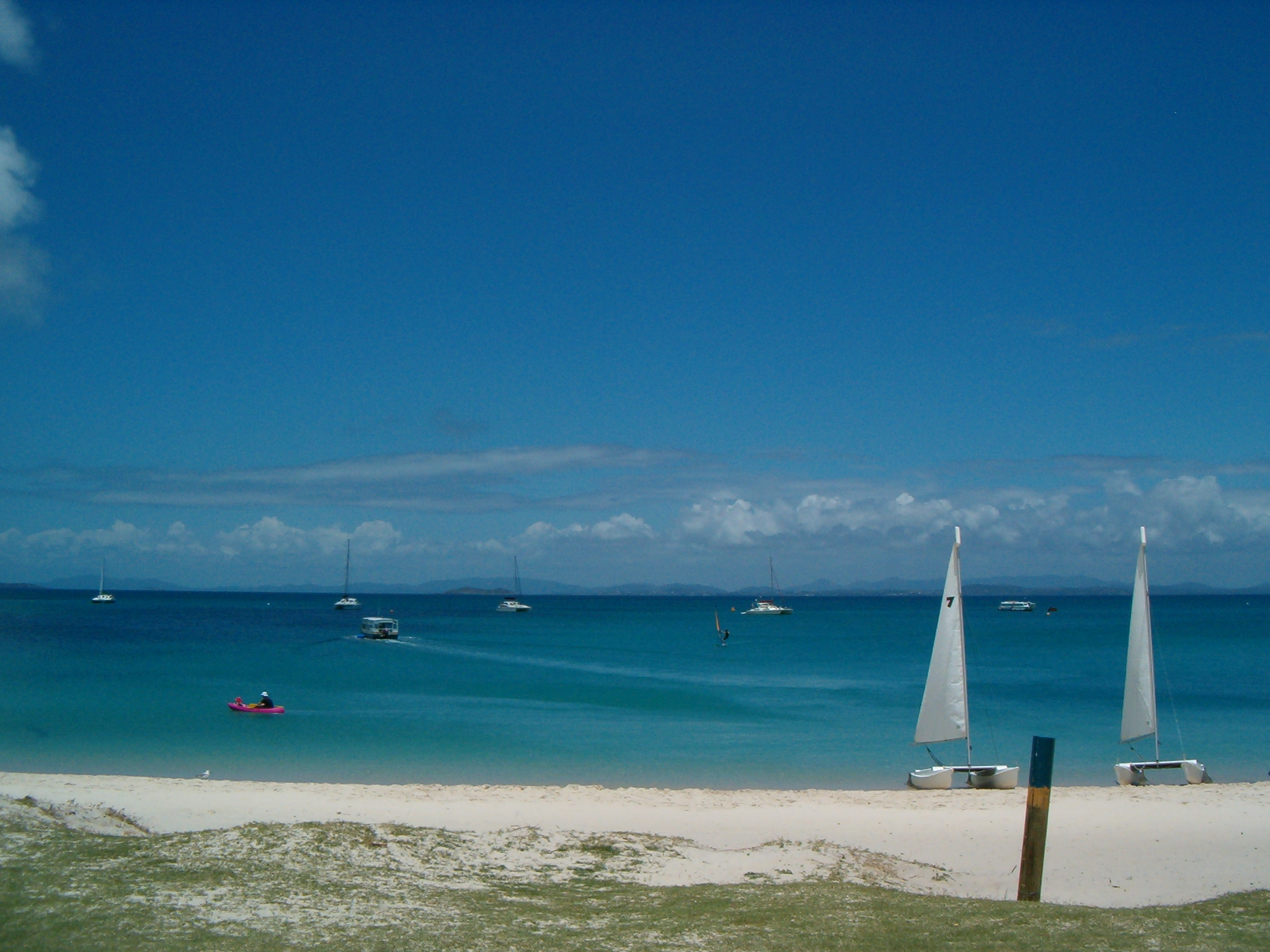
Great Keppel Island, 2007.

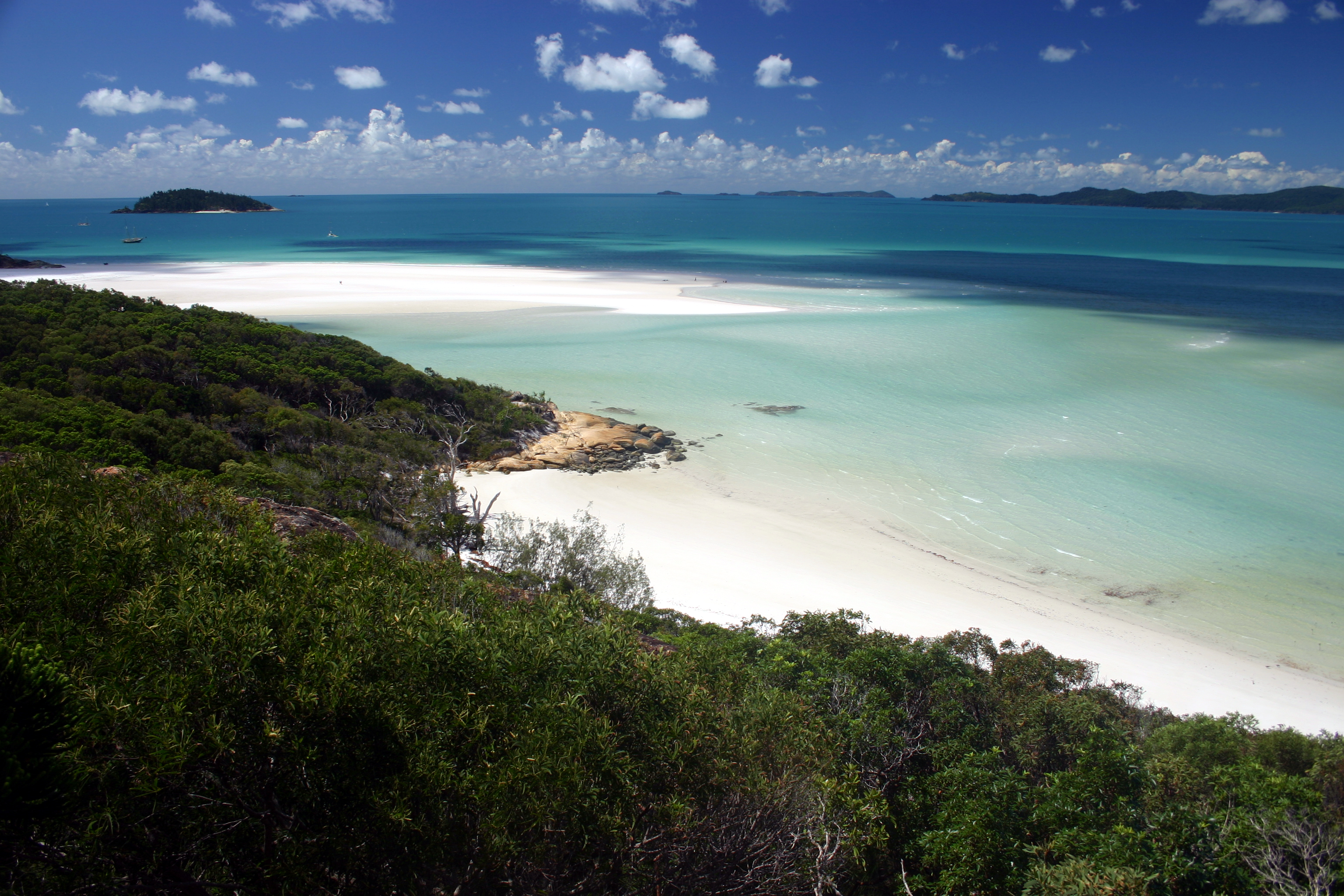
Whitehaven Beach, Whitsunday Island, 2008.

- Bishop Island - inte längre en ö (Port of Brisbanes kajkonstruktioner i floden Brisbanes mynning sträcker sig över denna ö)
- Bootie Island
- Bountiful Islands
- Bowden Island
- Boyne Island
- Bribie Island
- Brisk Island
- Brook Islands - består av tre öar: North, Tween och Middle.
- Bourke Isles
- Bushy Island
- Bushy Islet
- Cholmondeley Islet
- Clack Island
- Clerke Island
- Coconut Island
- Coochiemudlo Island
- Crab Island
- Curacoa Island
- Denham Island
- Douglas Islet
- Duncan Islands
- Dunk Island
- Eagle Island
- Ephraim Island
- Esk Island
- Eclipse Island
- Fantome Island
- Falcon Island
- Fisher Island
- Fisherman's Island - inte längre en ö (Port of Brisbanes kajkonstruktioner i floden Brisbanes mynning sträcker sig över denna ö)
- Fitzroy Island
- Fly Island
- Frankland Islands
  - Russell Island
- Fraserön, den största sandön i världen
- Goold Island
- Gore Island
- Great Keppel Island
- Great Palm Island
- Green Island
- Hannibal Islands
- Harvey Island
- Heron Island
- High Island
- Hinchinbrook Island
- Hudson Island
- Jessie Island
- Kent Island
- King Island
- Kumboola Island
- Lady Elliot Island
- Lady Musgrave Island
- Lindquist Island
- Lizard Island
- Lloyd Islands
- Low Island
- Low Wooded Island
- Mabel Island
- Magnetic Island
- Milman Islet
- Moreton Island
- Mornington Island
- Murdoch Island
- Nigger Head
- Nob Island
- Noble Island
- Normanby Island
- North Direction Island
- North Stradbroke Island
- Northumberland Islands
- Orpheus Island
- Palfrey Island
- Peel Island
- Pelorus Island
- Pentecost Island
- Percy Islands
- Pipon Island
- Prince of Wales Island
- Restoration Island
- Rocky Island
- Rocky Point Island
- Round Island
- Shaw Island
- Sherrard Island
- Sir Charles Hardy Islands
- The Sisters
- Sisters Islands
- Snapper Island
- South Direction Island
- South Stradbroke Island
- Southern Moreton Bay Islands National Park
  - Woogoompah Island
  - Russell Island
  - Macleay Island
  - Lamb Island
  - Karragarra Island
- Stephens Island
- Struck Island
- Sunday Islet
- Talbot Islands
- Thomson Islet
- Thorpe Island
- Three Islands
- The Three Sisters
  - Sue Islet
- Torres Strait Islands
- Trochus Island
- Turtle Group
- Watson Island
- Wellesley Islands
- Whitsundayöarna
  - Daydream Island
  - Dent Island
  - Hamilton Island
  - Hayman Island
  - Hook Island
  - Keswick Island
  - Lindeman Island
  - Long Island
  - South Molle Island
  - Whitsunday Island
- Wilson Island
- Woody Island

## South Australia
- Granite Island
- Hindmarsh Island

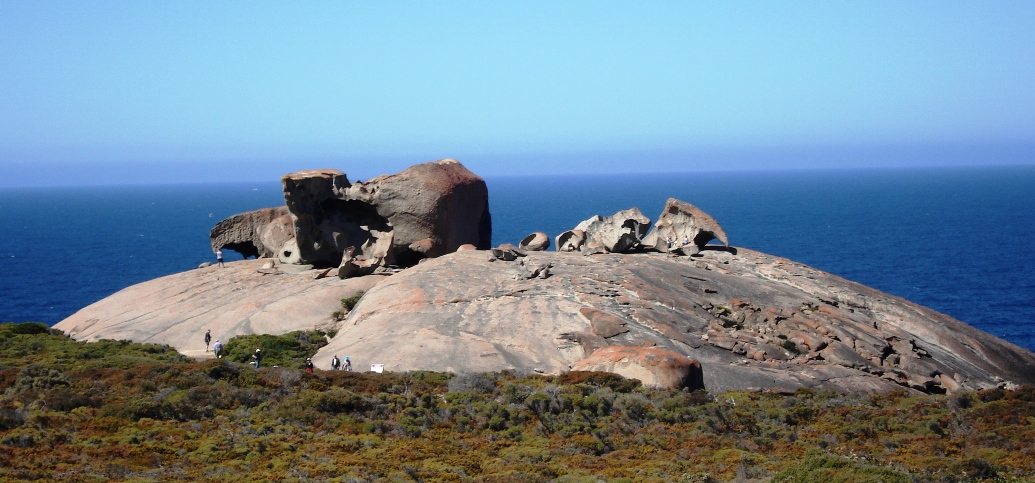
Remarkable Rocks på Kangaroo Island, 2007.

- Kangaroo Island, Australiens tredje största ö (exklusive fastlandet)
- Neptune Island
- Nuyts Archipelago
- Flinders Island
- Pearson Isles
- St Francis Island
- St Peter Island
- Spilsby Island
- Thistle Island
- Torrens Island
- Wedge Island

## Tasmanien

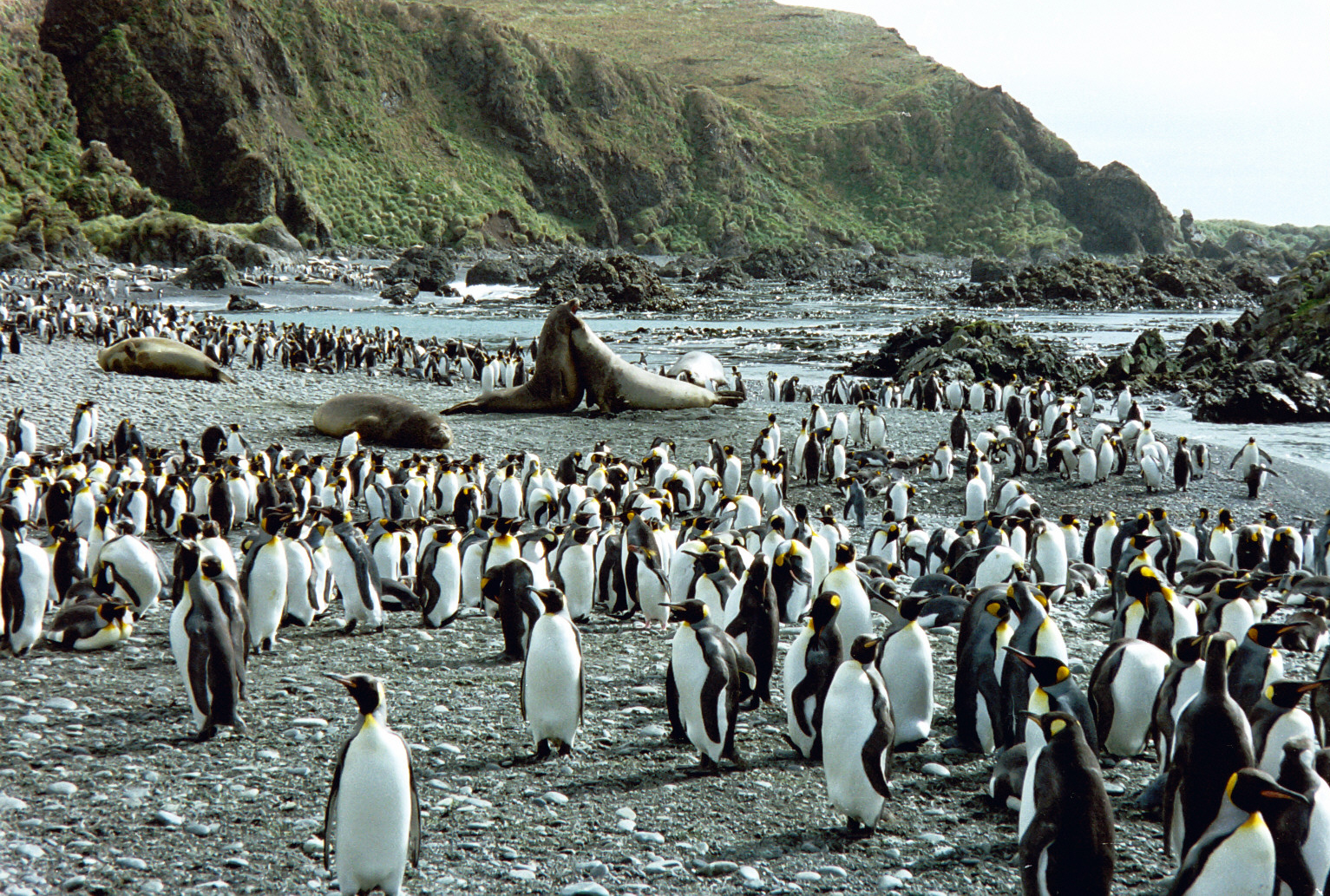
Macquarieön

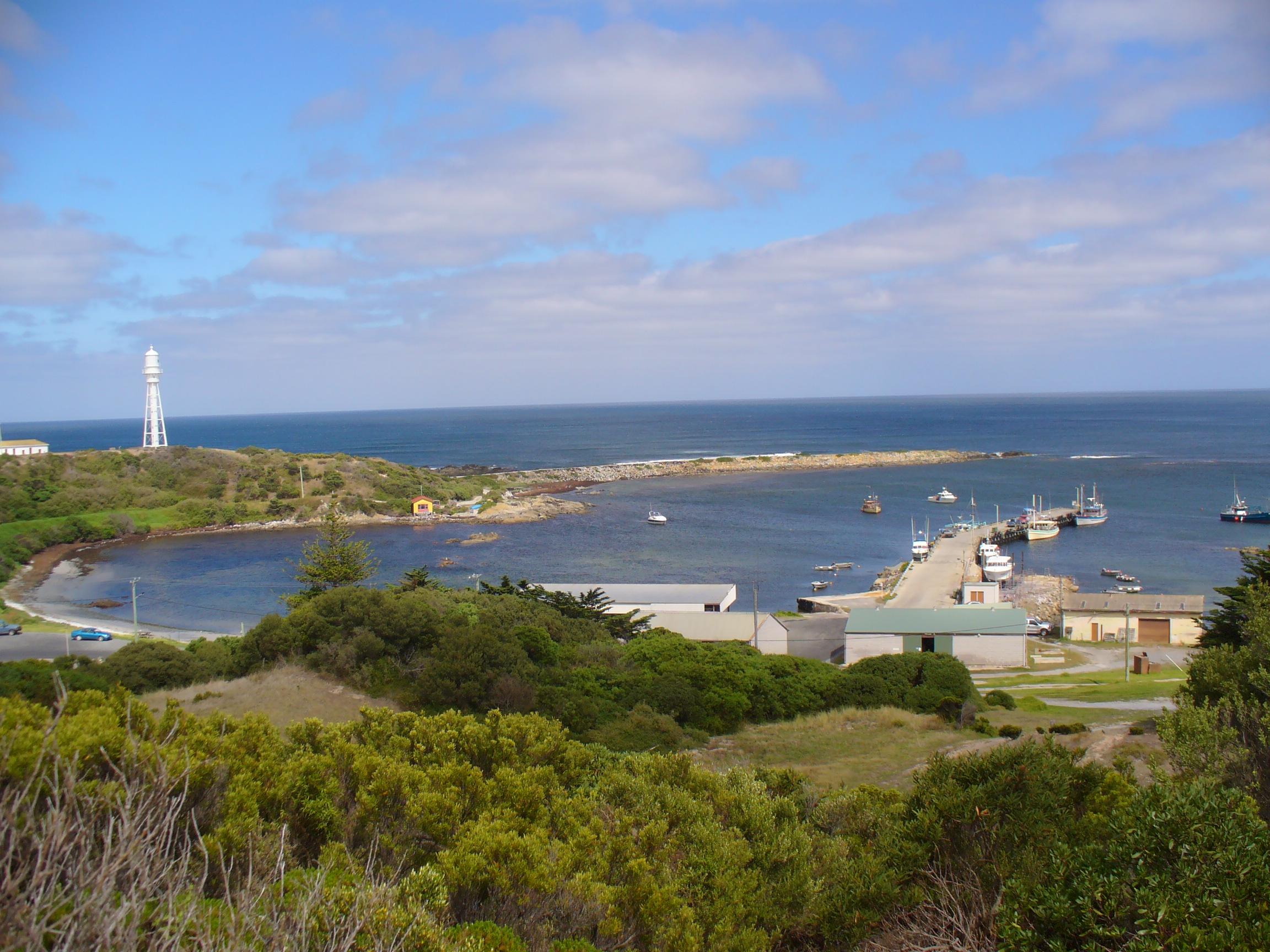
Curries hamn på King Island, 2007.

Tasmanien är en stor ö och delstat utanför den södra kusten av kontinenten Australien. Öar som finns i delstaten Tasmanien är:
- Albatross Island
- Bruny Island
- Cape Barren Island
- Clarke Island
- De Witt Island
- Eddystone Island
- Flindersön
- Goat Island
- Hogan Island
- Hunter Island Group
  - Hunter Island
  - Robbins Island
  - Three Hummock Island
- King Island
- Long Island
- Long Island
- Louisa Island
- Maatsuyker Islands
- Macquarieön
- Maria Island
- Pedra Branca
- Robbins Island
- Rodondo Island
- Sarah Island
- Schouten Island
- Waterhouse Island

## Victoria

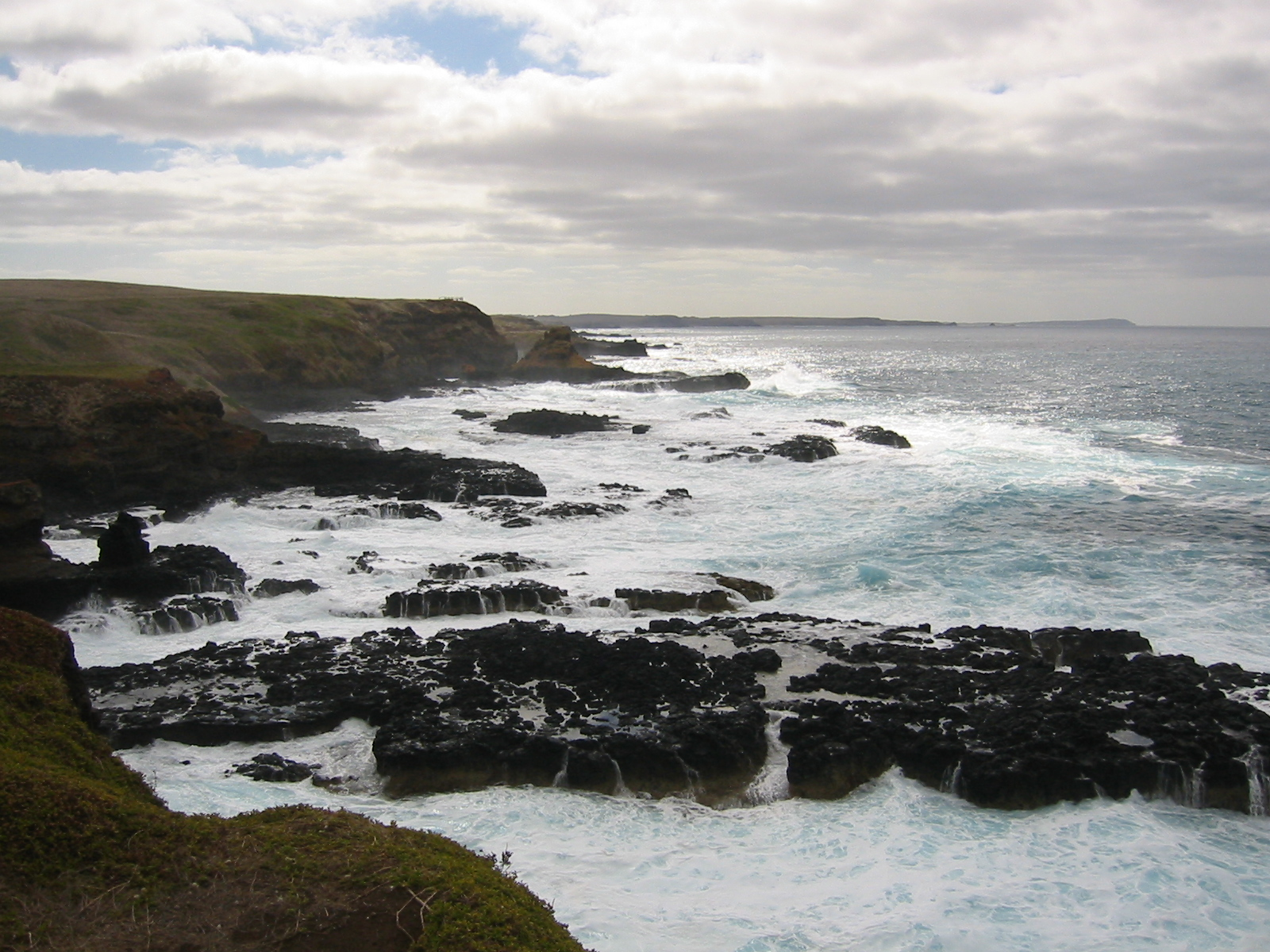
Phillip Island, 2003.

- Anser Island
- Barrallier Island
- Bennison Island
- Beveridge Island
- Chinaman Island
- Churchill Island
- Corner Island
- Duck Island
- Elizabeth Island
- French Island
- Gabo Island
- Griffiths Island
- Herring Island
- Joe Island
- Kanowna Island
- Lady Julia Percy Island
- Mud Islands
- Norman Island
- Pental Island
- Phillip Island
- Raymond Island
- Rotamah Island
- Shellback Island
- Snake Island
- Sunday Island
- Swan Island
- Tullaberga Island

## Western Australia

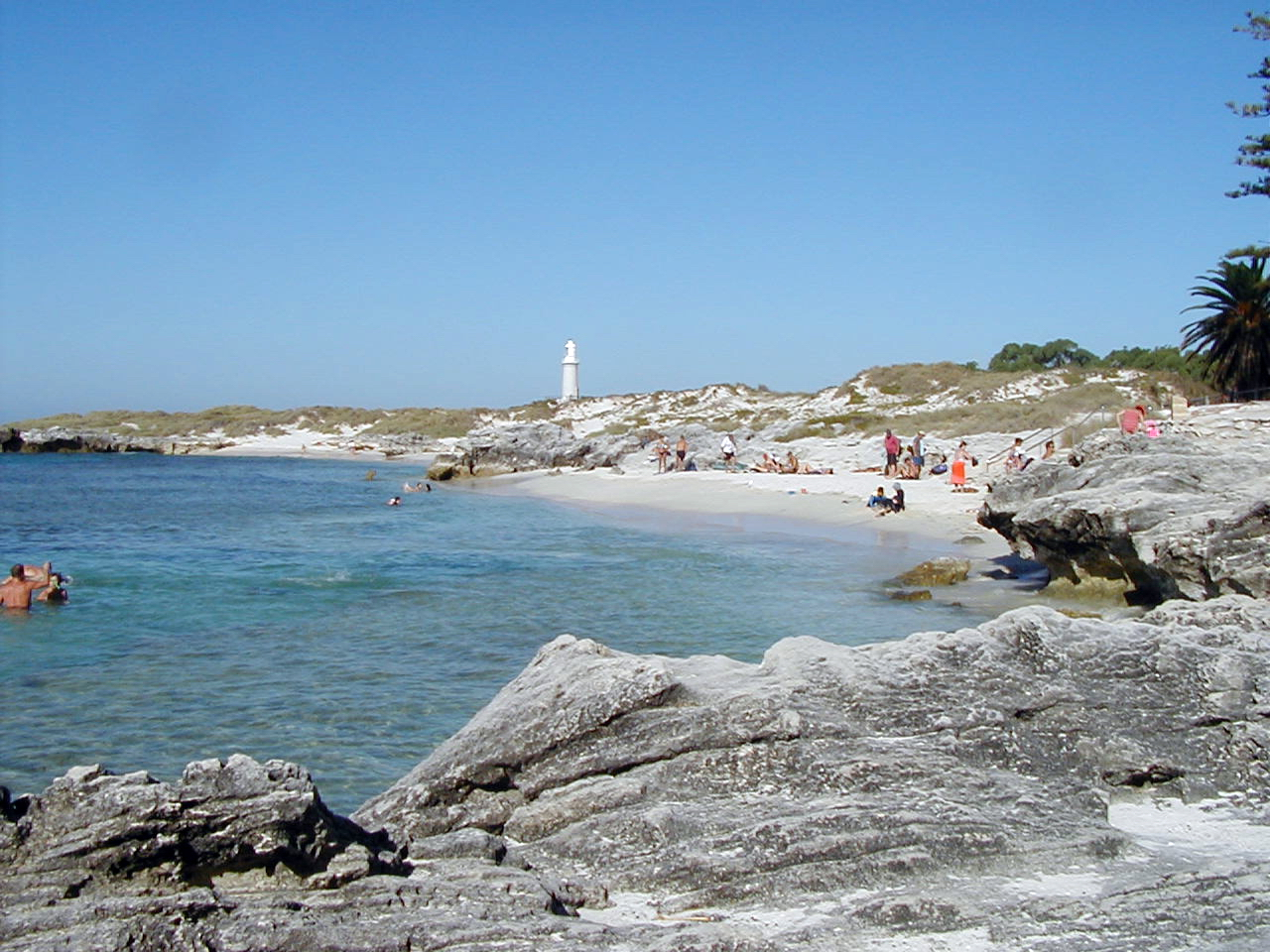
Rottnest Island, 2003.

- Archipelago of the Recherche
- Barrow Island
- Bonaparte Archipelago
- Buccaneer Archipelago
  - Cockatoo Island
- Cape Leeuwin Islands
- Carnac Island
- Dampier Archipelago
  - Rosemary Island
- Dirk Hartog Island
- Garden Island
- Houtman Abrolhos
  - Easter Group
    - Alexander Island
    - Morley Island
    - Rat Island
    - Suomi Island
    - Wooded Island

  - Pelsaert Group
    - Gun Island
    - Middle Island
    - Pelsaert Island

  - Wallabi Group
    - Beacon Island
    - East Wallabi Island
    - Long Island
    - North Island
    - Pigeon Island
    - West Wallabi Island
- Lacepede Islands
- Molloy Island
- Montebello Islands
- Ronsard Island
- Rottnest Island
- Rowley Shoals
- Scott and Seringapatam Reefs
- Wedge Island

## Externa territorier

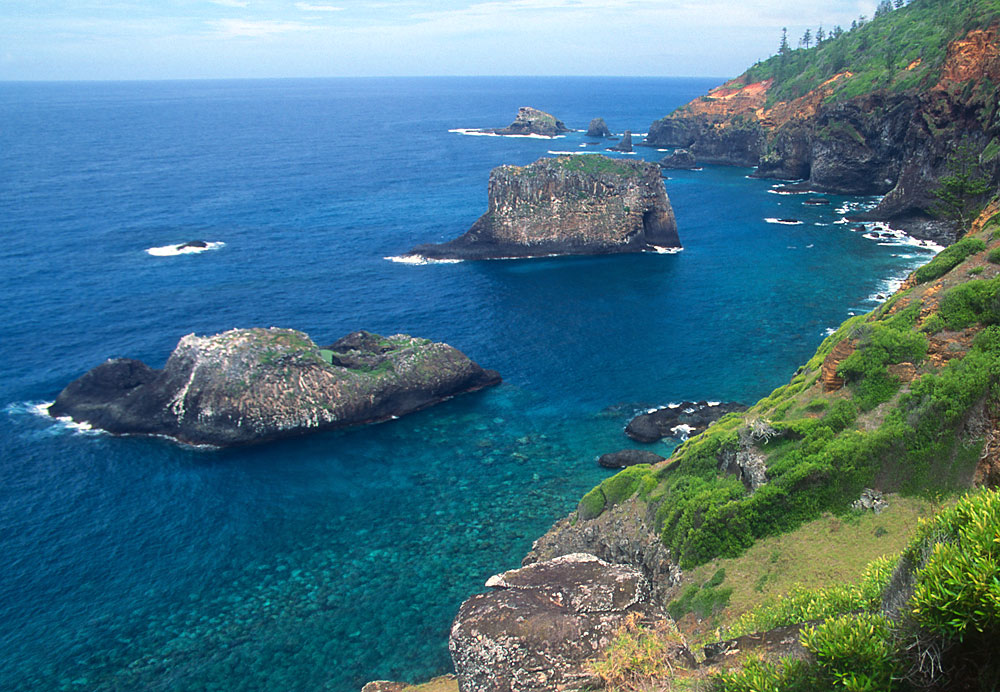
Norfolkön, 2007.

- Ashmore and Cartier Islands
- Australiska Antarktis
  - Achernar Island
  - Masson Island
  - Hawker Island (68° 39'S, 77° 52'E)[3]
  - Frazier Islands (66° 14'S, 110° 10'E)[3]
  - Giganteus Island (67° 37'S, 62° 33'E)[3]
- Julön
- Kokosöarna
  - Horsburgh Island
  - Home Island
  - North Keeling Island
  - West Island
- Korallhavsöarna
  - Cato Island
  - Elizabeth Reef
  - Middleton Reef
  - Willis Island
- Heard- och McDonaldöarna
- Norfolkön
  - Nepean Island
  - Phillip Island